# Georges Guétary
Georges Guétary (Alexandria, 1915. február 8. – Mougins, 1997. szeptember 13.) görög származású francia énekekes, táncos, színész. A Lambros Worloou néven született előadóművész leginkább az 1951-es An American in Paris (Egy amerikai Párizsban) című musicalben játszott szerepével vált Amerikában is ismertté.

## Pályafutása
Guétary apja textilipari vezető volt. Guétary Egyiptomban és Párizsban tanult zenét, és 1937-ben debütált a színpadon. Énekesként és táncosként a híres énekesnővel, Mistinguett-tel lépett fel a Casino de Paris-ban.
A The Independent című brit lap a halálakor azt írta, hogy „Guétary egzotikus varázsának és színpadi személyiségének nagy része... huncut ártatlanságában és az erotikus rejtélyében rejlik.”
Első filmes szereplése a Quand le cœur chante (1938) című musicalben volt. Sokszor szerepelt a „Théâtre du Châtelet”-ben és számos más francia filmben és tévéfilmben is.
A második világháború alatt Guéthary-re változtatta nevét, hogy elkerülje a külföldieket koncentrációs táborokba deportáló tisztviselők ellenőrzését. 
Guétary 1950-ben francia állampolgár lett.
A háború után Guétary Londonban és New Yorkban lépett színpadra. Kritikai dicséretben részesült a Lizbeth Webb melletti londoni alakításáért az 1947-es Bless the Bride című operettben, amely közel ezer előadást ért meg. 1949-ben Georges Guétary felvette a „Maître Pierre” című dal első változatát. Ez a Henri Betti által Jacques Plante szövegével komponált dal nagy siker lett sok más énekes és harmonikás előadásában is. A Broadway-en Guétary 1950-ben bemutatott az Arms and the Girlért a legjobb külföldi előadónak járó Tony-díjat kapott.
Guétaryt az Egyesült Államokban leginkább Henri Baurel szerepéből ismerték az „Egy amerikai Párizsban” című filmben, amelyben a Gene Kelly által alakított Jerry Mulligan amerikai festő barátját és tudtán kívül romantikus riválisát. A filmben Guétary egy idősödő kabaréművészt alakít, aki szerelmes egy fiatal lányba.
Kelly csak három évvel volt idősebb Guétarynál, és a szerepet eredetileg a sokkal idősebb Maurice Chevalier-nek szánták, aki visszautasította a szerepet. 
A filmben Guétary-nek van regy szólószáma, amelyben George Gershwin „Stairway to Paradise” című művét énekelve lép fel egy lépcsőn. Kellyvel együtt szerepel „Wonderful” Gershwin dalban, amelyben mindketten Caron iránti szerelmükről énekelnek, anélkül, hogy a másik tudná. A film végén Caron úgy dönt, hogy Kellyvel jár, annak ellenére, hogy Guétary iránti vonzalma is megmaradt.
Guétary Franciaországban aztán visszatért a színpadra és a filmhez. 
1958-ban a Broadway-en szerepelt a „Portofino” című musicalben.

## Filmek
1936: Rigolboche 	

1938: Quand le coeur chante	

1940: Monsieur Hector

1942: The Lost Woman 

1943: L'inévitable M. Dubois

1945: The Black Cavalier

1946: Trente et quarante

1947: Les Aventures de Casanova

1949: Jo la Romance

1950: Amour et Compagnie

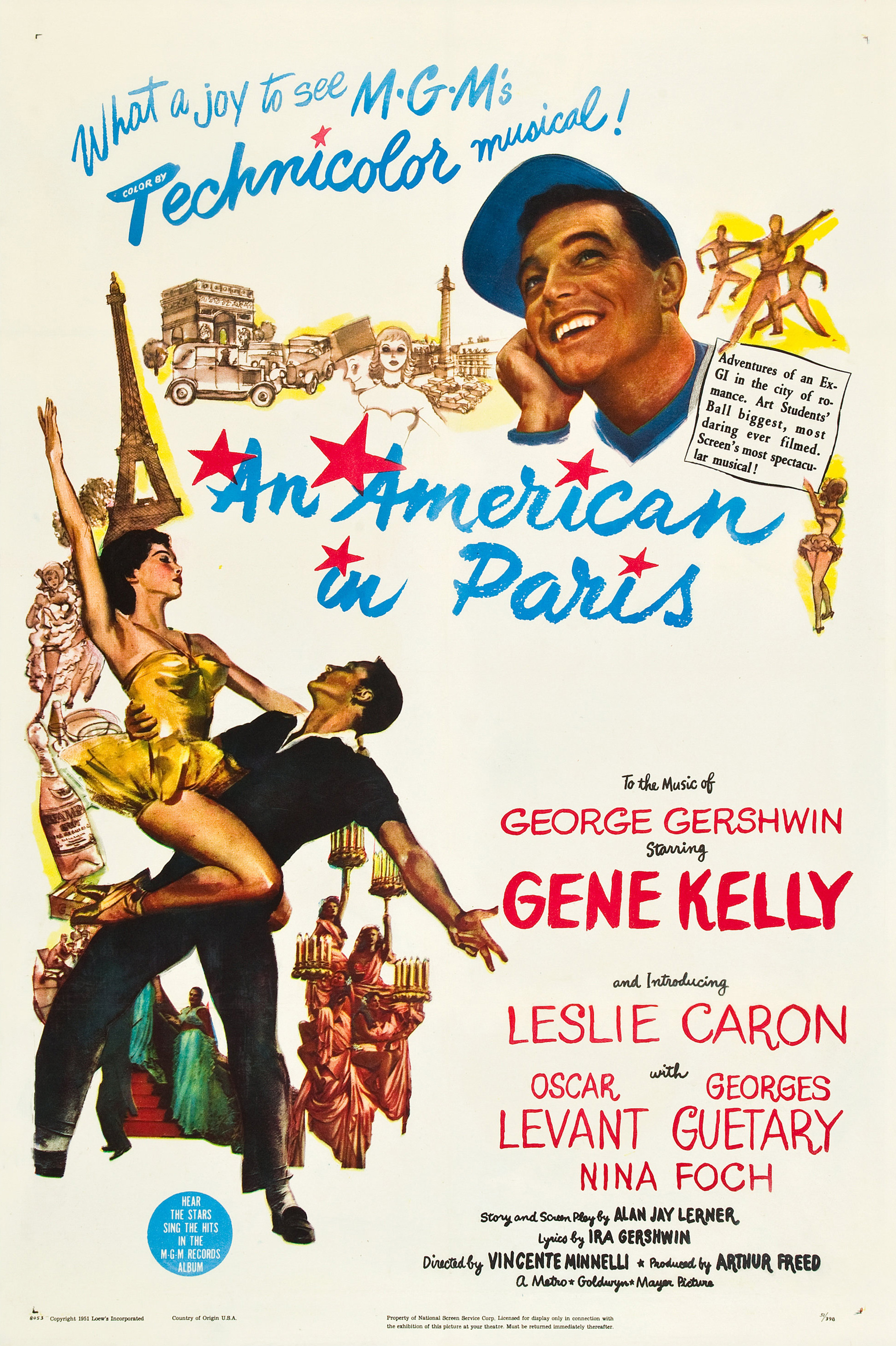

1951: An American in Paris (Henri Baurel)

1951: Paris Still Sings

1952: Une fille sur la route

1952: Plume au vent

1953: Saluti e baci (sajátmaga)

1953: À vos ordres Ernestine

1954: Baron Tzigane (Sandor Barinkay)

1955: Love Is Just a Fairytale

1956: The Road to Paradise

1956: Vergiß wenn Du kannst

1957: Une nuit aux Baléares (Ha lehet, felejtsd el)

1960: C'est arrivé à 36 chandelles (sajátmaga)